# Nūrpur (ort)
Nūrpur är en ort i Indien.   Den ligger i distriktet Bijnor och delstaten Uttar Pradesh, i den norra delen av landet, 130 km öster om huvudstaden New Delhi. Nūrpur ligger 231 meter över havet och antalet invånare är 39 077.
Terrängen runt Nūrpur är mycket platt. Runt Nūrpur är det tätbefolkat, med 881 invånare per kvadratkilometer. Närmaste större samhälle är Chāndpur, 13,3 km väster om Nūrpur. Trakten runt Nūrpur består till största delen av jordbruksmark.